# Stora Kopparbergs socken
Stora Kopparbergs socken ligger i Dalarna, uppgick 1967 i Falu stad och området är sedan 1971 en del av Falu kommun, från 2016 inom Grycksbo distrikt och Stora Kopparbergs distrikt.
Socknens areal är 295,80 kvadratkilometer, varav 245,50 land. År 2020 fanns här 20 092 invånare. En del av Falun och tätorten Grycksbo ligger i socknen. Sockenkyrkan Stora Kopparbergs kyrka ligger i staden. 

## Administrativ historik
Socknen bildades 1554 genom en utbrytning ur Torsångs socken under namnet Kopparbergs socken som den 1 januari 1939 namnändrades till det nuvarande. Församlingen hade då funnit sedan 1357 men fram till 1554 som en icke-territoriell församling, bestående av de vid Kopparberget verksamma bergfrälsemännen och täktekarlarna. Ur socknen utbröts 1640 Aspeboda socken. 1642 bildades Falu stad som en utbrytning och Kristine församling utbröts 1665 som stadsförsamling. En del av stadens invånare tillhörde dock även i fortsättningen Stora Kopparbergs församling.
Vid kommunreformen 1862 övergick socknens ansvar för de kyrkliga frågorna till Kopparbergs församling och för de borgerliga frågorna till Falu landskommun. Landskommunen namnändrades 1919 till Kopparbergs landskommun och 1939 till Stora Kopparbergs landskommun. I samband med församlingens namnändring 1939 till Stora Kopparbergs församling överfördes en del av denna som ingick i Falu stad till Falu Kristine församling. Landskommunen utökades 1952 och uppgick 1967 i Falu stad som 1971 ombildades till Falu kommun. 1995 utbröts Grycksbo församling.
1 januari 2016 inrättades distrikten Grycksbo och Stora Kopparberg, med samma omfattning som motsvarande församling fick 1995, och vari detta sockenområde ingår.
Socknen har tillhört fögderier, tingslag och domsagor enligt vad som beskrivs i artikeln Dalarna.

## Geografi
Stora Kopparbergs socken ligger omkring Falun kring Faluån och sjöarna Rogsjön, Varpan och Runn. Socknen är utanför ådalarna och sjöområdena en kuperad skogsbygd med höjder som i Fransberget i väster når 397 meter över havet.
Historiskt indelades Stora Kopparbergs socken utanför det egentliga Stora Kopparberget av följande bygder:
- Nordanrog (tillhör numera Bjursås socken)
- Ovan Varpan, bestående av

- Österåbygden
- Västeråbygden

- Hosjöbygden
- Varggårdsbygden
- Morbygden (tillhör numera Aspeboda socken)
- Aspebodabygden, dagens Aspeboda.

## Fornlämningar
Några boplatser från stenåldern är funna.

## Namnet
Namnet (1288 montis cupri, 1347 Copparbergheno) kommer från namnet på Falu gruva. Det särskiljande Stora är tillagt för att skilja från Kopparberg i Ljusnarsbergs socken.

## Befolkningsutveckling
| Befolkningsutvecklingen i Stora Kopparbergs socken 1750–2020 | Befolkningsutvecklingen i Stora Kopparbergs socken 1750–2020 | Befolkningsutvecklingen i Stora Kopparbergs socken 1750–2020 | Befolkningsutvecklingen i Stora Kopparbergs socken 1750–2020 | Befolkningsutvecklingen i Stora Kopparbergs socken 1750–2020 |
| --- | ------------------------------------------------------------ | ------------------------------------------------------------ | ------------------------------------------------------------ | ------------------------------------------------------------ |
| |                                                              |                                                              |                                                              |                                                              |
| År |                                                              |                                                              | Folkmängd                                                    |                                                              |
| 1750 | 1750                                                         |                                                              | 2 779                                                        |                                                              |
| 1760 | 1760                                                         |                                                              | 2 816                                                        |                                                              |
| 1780 | 1780                                                         |                                                              | 2 912                                                        |                                                              |
| 1790 | 1790                                                         |                                                              | 2 893                                                        |                                                              |
| 1800 | 1800                                                         |                                                              | 2 756                                                        |                                                              |
| 1810 | 1810                                                         |                                                              | 1 227                                                        |                                                              |
| 1820 | 1820                                                         |                                                              | 1 364                                                        |                                                              |
| 1830 | 1830                                                         |                                                              | 1 273                                                        |                                                              |
| 1840 | 1840                                                         |                                                              | 1 362                                                        |                                                              |
| 1850 | 1850                                                         |                                                              | 1 561                                                        |                                                              |
| 1860 | 1860                                                         |                                                              | 2 019                                                        |                                                              |
| 1870 | 1870                                                         |                                                              | 2 246                                                        |                                                              |
| 1880 | 1880                                                         |                                                              | 2 680                                                        |                                                              |
| 1890 | 1890                                                         |                                                              | 3 636                                                        |                                                              |
| 1900 | 1900                                                         |                                                              | 4 752                                                        |                                                              |
| 1910 | 1910                                                         |                                                              | 6 037                                                        |                                                              |
| 1920 | 1920                                                         |                                                              | 6 842                                                        |                                                              |
| 1930 | 1930                                                         |                                                              | 6 929                                                        |                                                              |
| 1940 | 1940                                                         |                                                              | 7 081                                                        |                                                              |
| 1950 | 1950                                                         |                                                              | 8 384                                                        |                                                              |
| 1960 | 1960                                                         |                                                              | 9 423                                                        |                                                              |
| 1970 | 1970                                                         |                                                              | 10 520                                                       |                                                              |
| 1980 | 1980                                                         |                                                              | 17 302                                                       |                                                              |
| 1990 | 1990                                                         |                                                              | 19 148                                                       |                                                              |
| 2010 | 2010                                                         |                                                              | 19 538                                                       |                                                              |
| 2020 | 2020                                                         |                                                              | 20 092                                                       |                                                              |
| Anm: Tabellen inkluderar Grycksbo. Källa: Umeå universitet - Tabellverket 1749-1859, Demografiska databasen, CEDAR, Umeå universitet, Befolkning per församling, Folkmängden per distrikt, landskap, landsdel eller riket efter kön. År 2015 - 2022. |                                                              |                                                              |                                                              |                                                              |